# استكشاف بطني
الاستكشاف البطني (بالإنجليزية: Abdominal exploration)‏ هو إجراء جراحي يجرى لفحص البطن. بشكل عام الجراحة التي تختص بفتح البطن يطلق عليها علميا اسم laparotomy. يتم إجراء هذه الجراحة لمعالجة بعض المشاكل الصحية. فالبطن يحتوي على الكثير من الأجهزة:
- المعدة
- الامعاء الدقيقة
- الأمعاء الغليظة (القولون)
- الكبد
- الطحال
- المراره
- البنكرياس
- الرحم، قنوات فالوب، والمبايض (لدى النساء)
- الكلى والحالب والمثانة

العديد من الإصابات داخل البطن يمكن تشخيصها بسهولة من خلال اختبارات التصوير مثل الأشعة السينية والمسح الطبقي، ولكن يوجد مشاكل وإصابات كثيرة تحتاج إلى جراحة للحصول على تشخيص دقيق.
عمليات استكشاف البطن تتم تحت التخدير العام، الأمر الذي يعني عدم الشعور بالألم مطلقًا أثناء الإجراءات الجراحية. يقوم الجراح بشطق منطقة البطن ويبدأ بفحص الأعضاء في البطن. حجم وموقع الجرح أو القطع يعتمد على الحالة المرضية. وفي العادة يمكن إجراء خزعة خلال هذه العملية. يمكن أن يكون الهدف من هذه الجراحة العلاج وليس الفحص.

## الحالات التي تحتاج الجراحة
يمكن للاستكشاف البطني أن يساعد في تشخيص العديد من الأمراض والمشاكل الصحية، بما في ذلك :
- التهاب الزائدة الدودية
- التهاب البنكرياس الحاد أو المزمن
- مناطق ملتهبة بحدة مثل الدمل
- انتباذ بطاني رحمي
- التهاب قنوات فالوب
- ندب نسيجية في البطن
- سرطان المبيض، وسرطان القولون، وسرطان البنكرياس وسرطان الكبد
- التهاب الجيوب المعوية (التهاب الرتج)
- ثقب الأمعاء
- الحمل خارج الرحم

يمكن من خلال هذه الجراحة تحديد مدى أنتشار بعض أنواع السرطان، مثل سرطان الغدد الليمفاويه

## المخاطر
مخاطر التخدير تشمل ما يلي :
- ردود الفعل على الأدوية
- مشاكل التنفس

مخاطر الجراحة تشمل ما يلي :
- النزيف
- العدوى

هنالك مخاطر أخرى التي تشمل الفتق.

## ما بعد العملية
عادة يمكن للمرضى استئناف الأكل والشرب بعد يومين إلى ثلاثة من الجراحة. أما البقاء في المستشفى فيعتمد على حجم العملية وموقعها ضمن البطن. الشفاء الكامل عادة يستغرق حوالي 4 أسابيع.